# Marimar Vega
Marimar Vega (née María del Mar Vega Sisto à Mexico, le 14 août 1983) est une actrice mexicaine de théâtre, de cinéma et de télévision. Elle est la fille de l’acteur renommé Gonzalo Vega et de l’actrice Leonora Sisto, ainsi que la sœur de l’actrice Zuria Vega.

## Biographie
Dès son plus jeune âge, Marimar Vega nom sous lequel elle est connue professionnellement s’est formée à la danse flamenco, qu’elle a pratiquée pendant vingt ans. Elle a ensuite étudié l’art dramatique au CEFAC (Centre de Formation d’Acteurs de TV Azteca). Elle a fait ses débuts professionnels au théâtre à l’âge de 17 ans, aux côtés de son père, dans la pièce Don Juan Tenorio, où elle interprétait le rôle de Doña Inés. Elle a également joué dans d’autres productions théâtrales telles que Perras et A la orilla del río, cette dernière aux côtés d’Erick Elías et Kuno Becker.
Au cinéma, elle a joué dans des films comme Amor, dolor y viceversa et Daniel y Ana, cette dernière ayant été présentée au Festival de Cannes. Elle y tenait le rôle principal, aux côtés de Darío Yazbek et José María Torre.
Elle a débuté à la télévision en 2003 avec la télénovela Enamórate sur TV Azteca, où elle incarnait Fedra, une jeune millionnaire obsédée, manipulatrice et égoïste, prête à tout pour obtenir l’amour de sa vie.
En 2007, elle a joué le rôle de Gina Montero, une toxicomane, dans Mientras haya vida, puis a été l’héroïne de la série Noche eterna, dans laquelle elle vivait une histoire d’amour impossible avec un vampire. Elle a ensuite enchaîné avec des rôles dans les télénovelas Eternamente tuya (2009), dans le rôle de l’antagoniste Sara Castelán, Emperatriz (2011), où elle jouait Elisa Mendoza, et Amor cautivo (2012), où elle tenait le rôle principal d’Alejandra Santacruz, aux côtés d’Arap Bethke.
En 2013, elle a joué dans Las trampas del deseo sur Cadenatres, aux côtés de Javier Jattin. En 2014, elle s’est rendue au Chili pour tourner la série Sitiados, et a également joué dans la pièce A la orilla del río.
Elle a participé à Emperatriz, une télénovela de 2011 dans laquelle elle jouait Elisa Mendoza et a eu une liaison avec Alberto Guerra, qui jouait Mauricio qui actuellement est son beau-frère, puisqu'il est marié à sa sœur, l'actrice Zuria Vega.

## Filmographie

### Télévision
Années 2000
- 2003 : Enamórate : Fedra González
- 2004 : Soñarás : Susana
- 2004–2006 : Los Sánchez : Pilar Manzini
- 2007–2008 : Mientras haya vida : Georgina "Gina" Montero
- 2008 : Noche eterna : Karen García
- 2009 : Eternamente tuya : Sara Castelán
- 2009 : Capadocia : Gala

Années 2010
- 2011 : Emperatriz : Elisa Mendoza del Real
- 2012 : Amor cautivo : Alejandra Santa Cruz Bustillos / Alejandra Del Valle Bustillos
- 2013–2014 : Las trampas del deseo :  Aura Luján Velázquez
- 2015 : Sitiados : Isabel de Bastidas
- 2016 : Silvana sin lana : Stella Xóchitl Pérez "la Mojarrita"

Années 2020
- 2019–2021 : El juego de las llaves : Gabriela "Gaby" Albarrán[4]
- 2020–2023 : De brutas, nada : Esther Duarte[5]
- 2021 : Cecilia : Ana[6]
- 2023–2024 : Dra. Lucía, un don extraordinario : Lucía Castillo[7]
- 2023 : Pacto de silencio : Martina Robles[8]
- 2024 : Profe infiltrado :  Miss Betty[9]
- 2024 : Ligeramente diva[10]
- 2025 : Bienvenidos a la familia : Cristina Lezama
- 2025 : Le Jeu de l’échelle : Tamara

### Séries (apparitions uniques)
- 2003 : Lo que callamos las mujeres : Viridiana (1 épisode)
- 2004 : La vida es una canción : Azul (1 épisode)
- 2005 : Lo que la gente cuenta  : Sorcière (1 épisode)

### Cinéma
Années 2000
- 2009 : Daniel y Ana : Ana
- 2009 : Amor, dolor y viceversa

Années 2010
- 2013 : Ciudadano Buelna
- 2013 : No sé si cortarme las venas o dejármelas largas
- 2014 : Amor de mis amores
- 2016 : Treintona, soltera y fantástica
- 2016 : El cumple de la Abuela
- 2018 : La boda de Valentina : Valentina
- 2019 : El testamento de la abuela : Ana

### Théâtre
Années 2000
- 2006 : Perras : La Tora
- 2008 : Fresas en invierno : Sofía
- 2009 : 12 mujeres en pugna

Années 2010
- 2010 : Cinco mujeres usando el mismo vestido : Meredith
- 2010 : Don Juan Tenorio : Doña Inés
- 2010 : No sé si cortarme las venas o dejármelas largas
- 2011 : Aladino El Musical
- 2012 : Un, dos, tres por mí y por todos mis amores
- 2013 : Vacas
- 2014 : A la orilla del río
- 2015 : Amor de mis amores
- 2017 : Al otro lado de la cama